# Nelson Mandela Metropolitan Art Museum
Das Nelson Mandela Metropolitan Art Museum in Gqeberha (ᶢǃʱɛ̀ɓéːxà), bis zum 23. Februar 2021 Port Elizabeth, beherbergt eine umfassende Sammlung südafrikanischer Kunst und Kunsthandwerk und ist auf die Kunst der Ostkap-Provinz spezialisiert. Das Kunstmuseum besteht aus zwei Gebäuden, die den Eingang zum St. George’s Park begrenzen. Es gibt drei Ausstellungssäle, die das ganze Jahr über neu bestückt werden, um Sammlungen und das Programm an Sonderausstellungen zu zeigen.

## Geschichte
Das Nelson Mandela Metropolitan Art Museum, ursprünglich King George VI Art Gallery, wurde am 22. Juni 1956 von der Stadtverwaltung Port Elizabeth gegründet und von 1960 bis 2007 von einem unabhängigen Kuratorium geleitet. Das Kuratorium wurde durch einen Beschluss des Stadtrates von Port Elizabeth vom 28. Juli 1960 eingerichtet und mit Wirkung vom 1. Januar 1961 formell konstituiert. Mit dem Vorschlag zur Umbenennung des Kunstmuseums (der im Dezember 2002 vom Rat angenommen wurde) begann der Vorstand langwierige Verhandlungen mit dem Rat der Nelson Mandela Bay Municipality über die Rolle des Kunstmuseums innerhalb der Metropole. Das Nelson Mandela Metropolitan Art Museum ist nun Teil der Nelson Mandela Bay Municipality.

## Sammlung
Die Sammlungen sind in neun Bereiche gegliedert.
- Africana 1800–1900: Sammlung von Ölgemälden, Arbeiten auf Papier und Druckgrafiken aus der Zeit von 1790 bis 1890. Ein Großteil der Sammlung wurde von der Stadtverwaltung vor der Eröffnung des Kunstmuseums im Jahr 1956 zusammengetragen. Thematisch beziehen sich die meisten Werke auf Port Elizabeth und stellen eine wichtige historische Quelle dar. Zu den Höhepunkten der Sammlung gehören Werke von Frederick Timpson I'Ons, einem der ersten professionellen Künstler Südafrikas, eine Sammlung von Werken mit Bezug zu Port Elizabeth von Thomas Baines, Drucke von Thomas Bowler und Darstellungen der Stadt von frühen Einwohnern und Besuchern.
- Kunst Am Ostkap: Diese Sammlung umfasst repräsentative Kunstwerke von Künstlern, die in dieser Zeit im Eastern Cape tätig waren. Neben der Ann Bryant Gallery in East London und der Universität von Fort Hare besitzt das Nelson Mandela Metropolitan Art Museum die größte Sammlung dieser Art. Zu den Höhepunkten dieser Sammlung gehören Werke von Künstlern wie Frank Pickford Marriott, Dorothy Kay, Betsy Fordyce, Fred Page, Gladys Mgudlandlu, Joan Wright, Phil Kolbe, Alexander Podlashuc, George Pemba, Hilary Graham, Robert Brooks, Tom Matthews, Derrick Erasmus und Trevor Melville.
- Perlenarbeiten: Umfangreiche Sammlung von Kunst und Kunsthandwerk der südlichen Nguni-Völker des Ostkaps, darunter vor allem Perlenarbeiten, sowie Textilien, Töpferwaren und Lederarbeiten.
- Zeitgenössische Kunst: Das Kunstmuseum hat sich der Aufgabe verschrieben, eine repräsentative Auswahl herausragender zeitgenössischer südafrikanischer Kunst in allen Medien zu erwerben. Des Weiteren ist es ein Anliegen des Museums, Künstlerinnen und Künstler aus dem Eastern Cape, die mit digitalen und anderen neuen Medien arbeiten, durch sein Ausstellungsprogramm sowie den halbjährlich stattfindenden Wettbewerb und Preis zu fördern.
- Südafrikanische Kunst: Die Abteilung südafrikanischer Kunst umfasst repräsentative Sammlungen zu wichtigen und führenden Künstlern mit nationalem Profil. Diese Sammlung ergänzt und unterstützt die Ostkap-Sammlung.
- Keramiken: Das Museum besitzt eine umfangreiche Sammlung südafrikanischer Studiokeramik mit Werken von Hylton Nel, den Linnware und den Kalahari Studios, Charmaine Haines, Meshak Masuku, Maggie Mikula und Lynnley Watson.
- Internationale Druckgrafik: Die Sammlung umfasst Druckgrafik aus Frankreich, Großbritannien, den Niederlanden, Deutschland, Spanien und anderen Ländern. Jahrhundert bis zu amerikanischen Siebdrucken des 20. Jahrhunderts und bietet Beispiele internationaler Genres, Stile und Techniken.
- Britische Kunst: Diese Sammlung reicht vom 17. bis zum 20. Jahrhundert und ist repräsentativ für die allgemeinen Tendenzen in der britischen Kunst. Zu den Höhepunkten zählen Werke von Norman Blamey, Robert Bevan, Charles Isaac Ginner, LS Lowry, Robert Burra und Christopher Wood.
- Textilien: Eine Sammlung von Textilien aus der chinesischen Qing-Dynastie wurde 1990 eingerichtet und umfasst heute eine breite Palette von Kostümen, Wandbehängen und Stickereien.